# Remigia frugalisana
Remigia frugalisana là một loài bướm đêm trong họ Erebidae.